# Sint-Gerlachuskapel (Grubbenvorst)

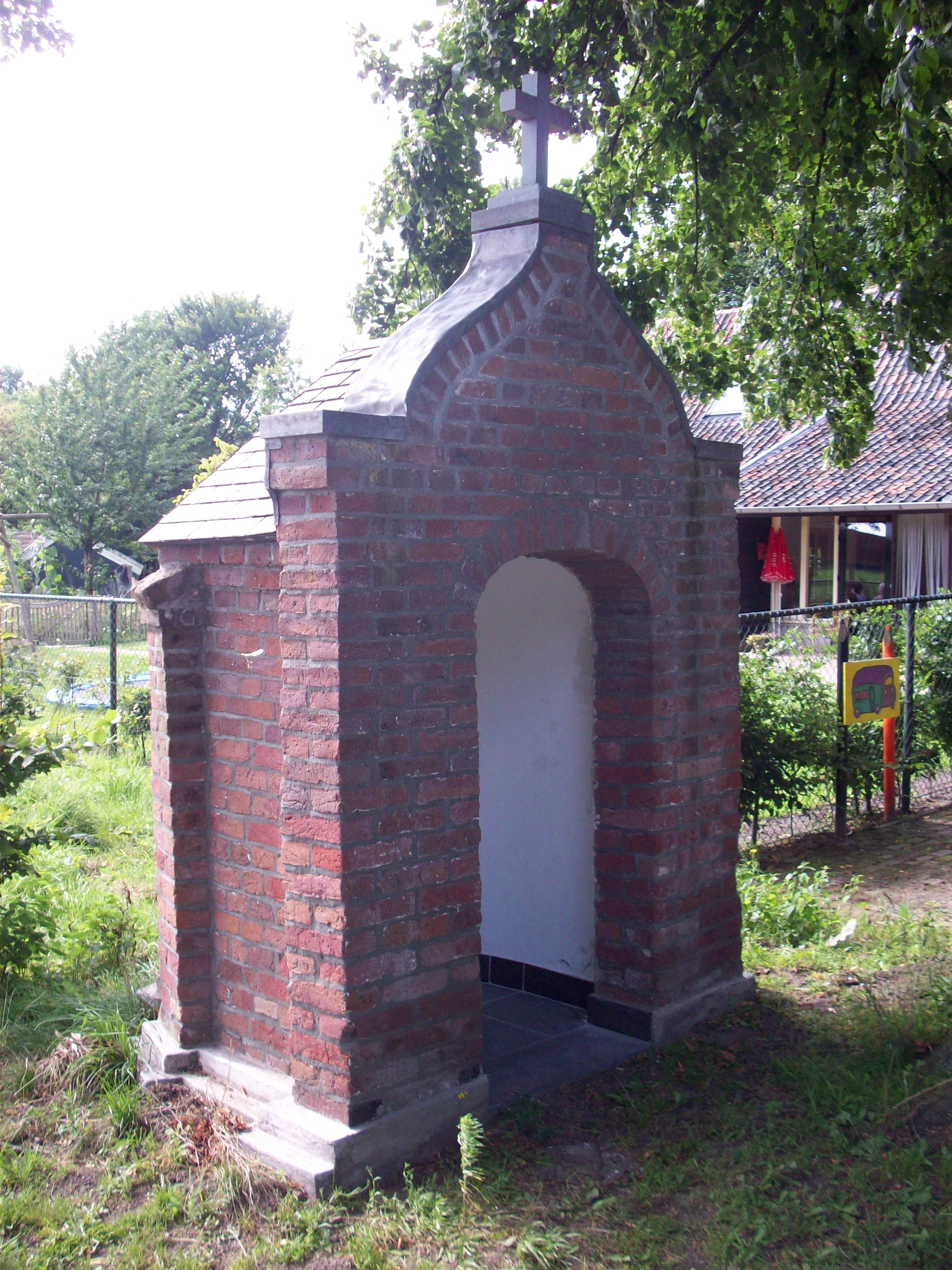
De Sint-Gerlachuskapel

De Sint-Gerlachuskapel is een kapel in Grubbenvorst in de Nederlands Noord-Limburgse gemeente Horst aan de Maas. De kapel staat buiten het dorp aan de Sevenumseweg bij nummer 10 onder een lindeboom.
De kapel is gewijd aan Gerlachus van Houthem.

## Geschiedenis
Wanneer de kapel precies gebouwd werd is onduidelijk. Met de bouw van de boerderij op nummer tien stond de kapel reeds op deze plek. In de 18e eeuw hadden de boeren in deze omgeving veelvuldig te maken met veeziektes en zij bouwden daarom een kapel gewijd aan de patroon van de veeziektes, de heilige Gerlachus.
Rond 2009 werd de kapel gerenoveerd en daarbij werd de kapel ontdaan van zijn wit gekalkte gevels.

## Bouwwerk
De open bakstenen kapel heeft een driezijdige koorsluiting en wordt gedekt door een zadeldak met leien. Op de hoeken van de gevels zijn steunberen geplaatst. De frontgevel is een klokgevel met schouderstukken en wordt bekroond met een natuurstenen kruis. In de frontgevel bevindt zich de rondboogvormige toegang.
Van binnen is de kapel wit gestuukt en halfrond uitgevoerd. In de achterwand is een ondiepe rondboogvormige nis aangebracht die eveneens wit geschilderd is. In de nis is een kleurrijke plaquette van keramiek geplaatst en toont de heilige Gerlachus onder een boom met twee paarden.